# Barbara-Denkmal (Koblenz)

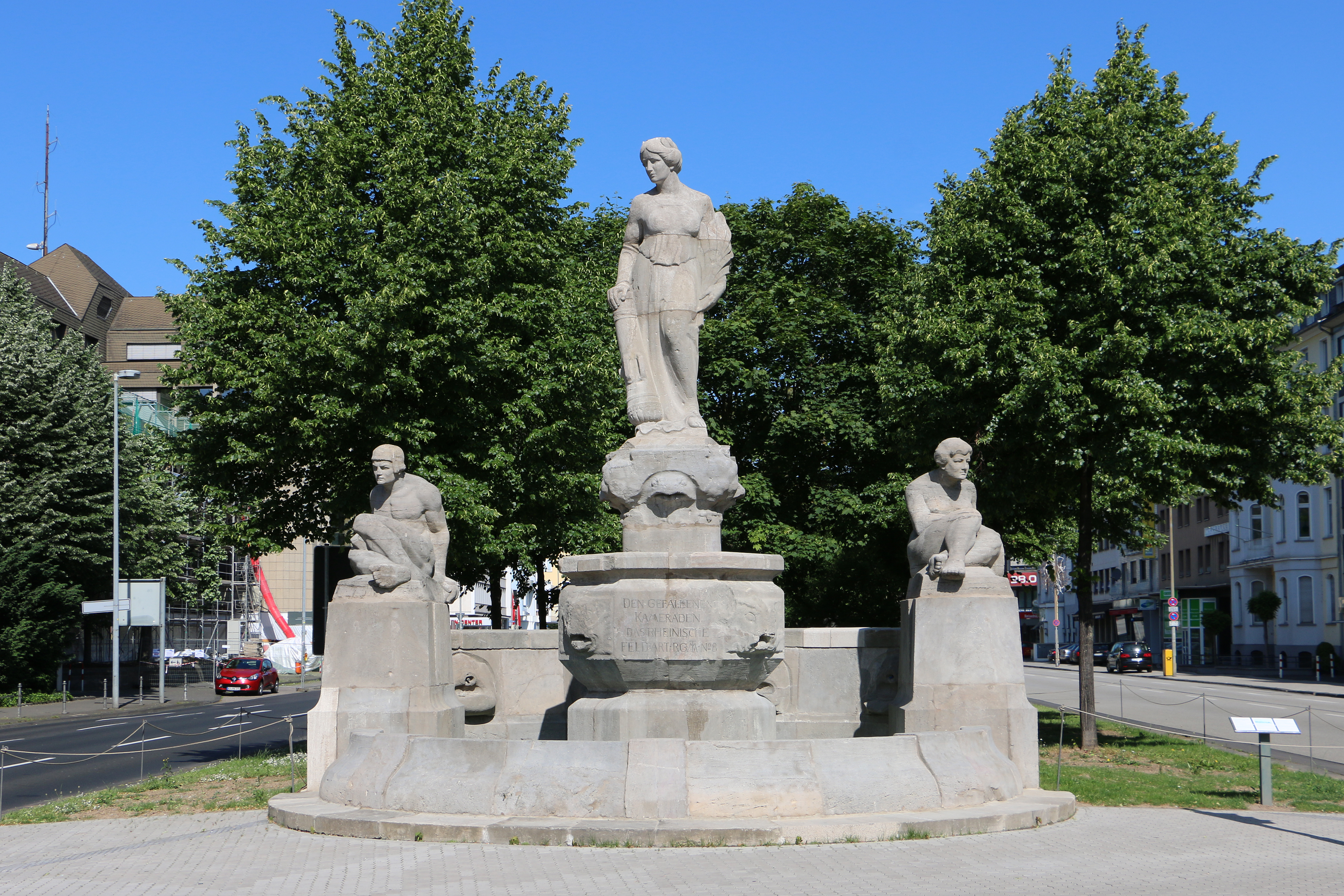
Das wiedererrichtete Barbara-Denkmal in Koblenz

Das Barbara-Denkmal, auch Artilleriedenkmal genannt, ist ein 1907 am Kaiser-Wilhelm-Ring (heute: Friedrich-Ebert-Ring) in Koblenz eingeweihtes Denkmal. Es wurde zu Ehren der in den Einigungskriegen des 19. Jahrhunderts gefallenen Soldaten des Rheinischen Feldartillerie-Regiments Nr. 8, das von 1820 bis 1887 in Koblenz stationiert war, erbaut. Das Kriegerdenkmal wurde bei den Luftangriffen auf Koblenz beschädigt und schließlich 1956 im Zuge von Straßenbauarbeiten abgebaut. Im Herbst 2014 wurde das restaurierte Denkmal in der Nähe seines ursprünglichen Standortes wieder errichtet.

## Geschichte

### Denkmalserrichtung

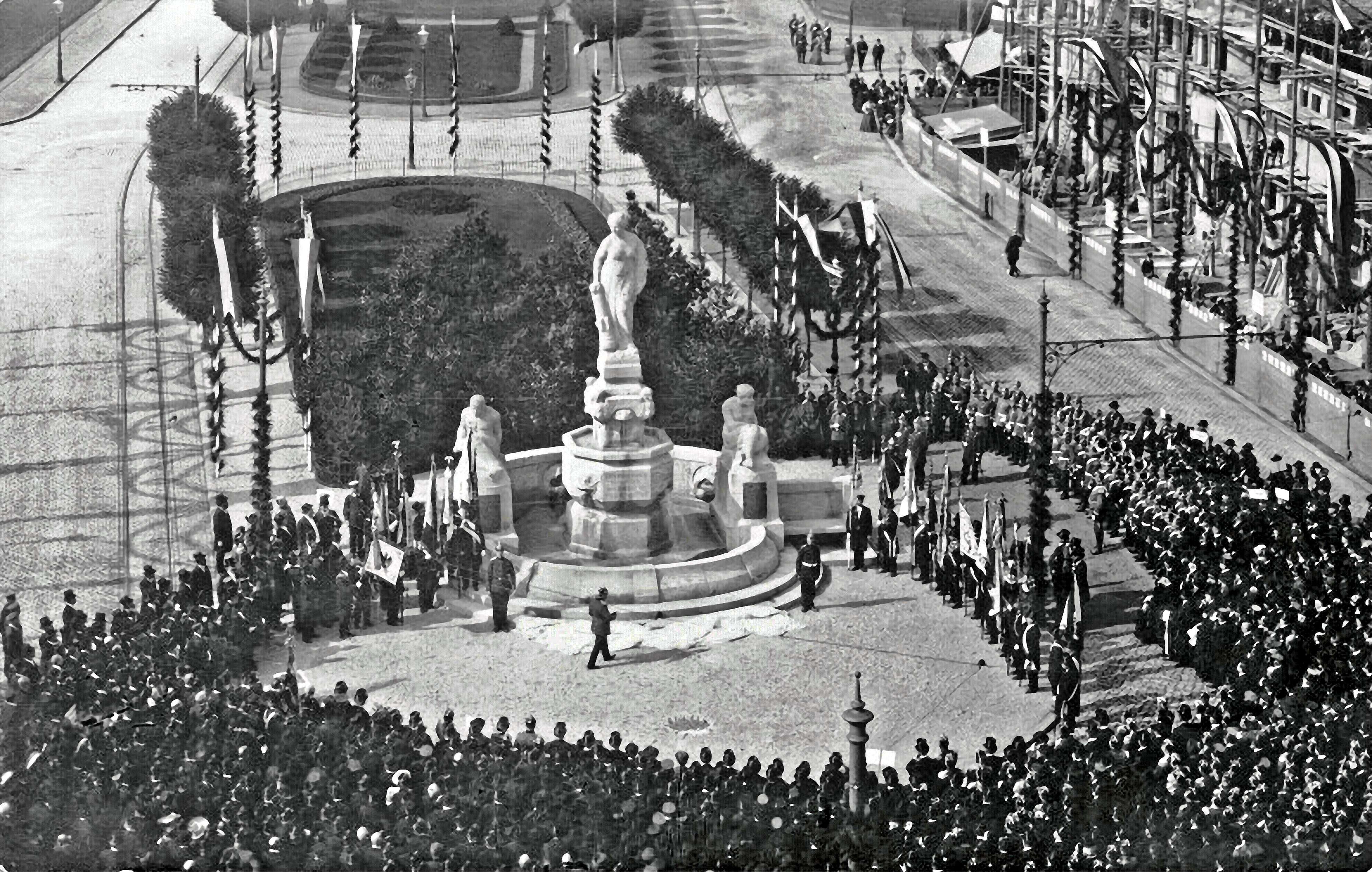
Die Einweihung des Barbara-Denkmals am 6. Oktober 1907 in Koblenz

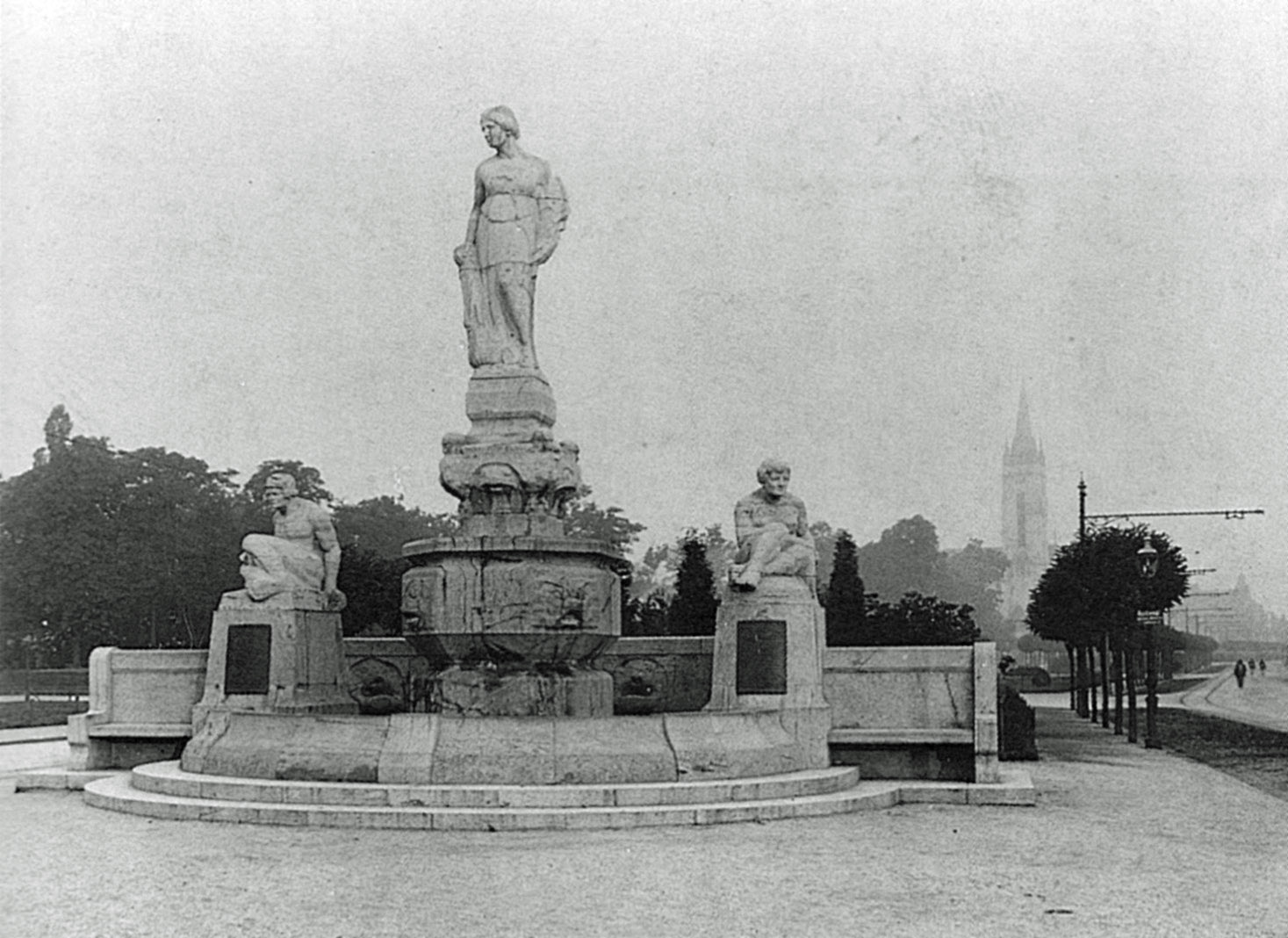
Das Barbara-Denkmal 1908

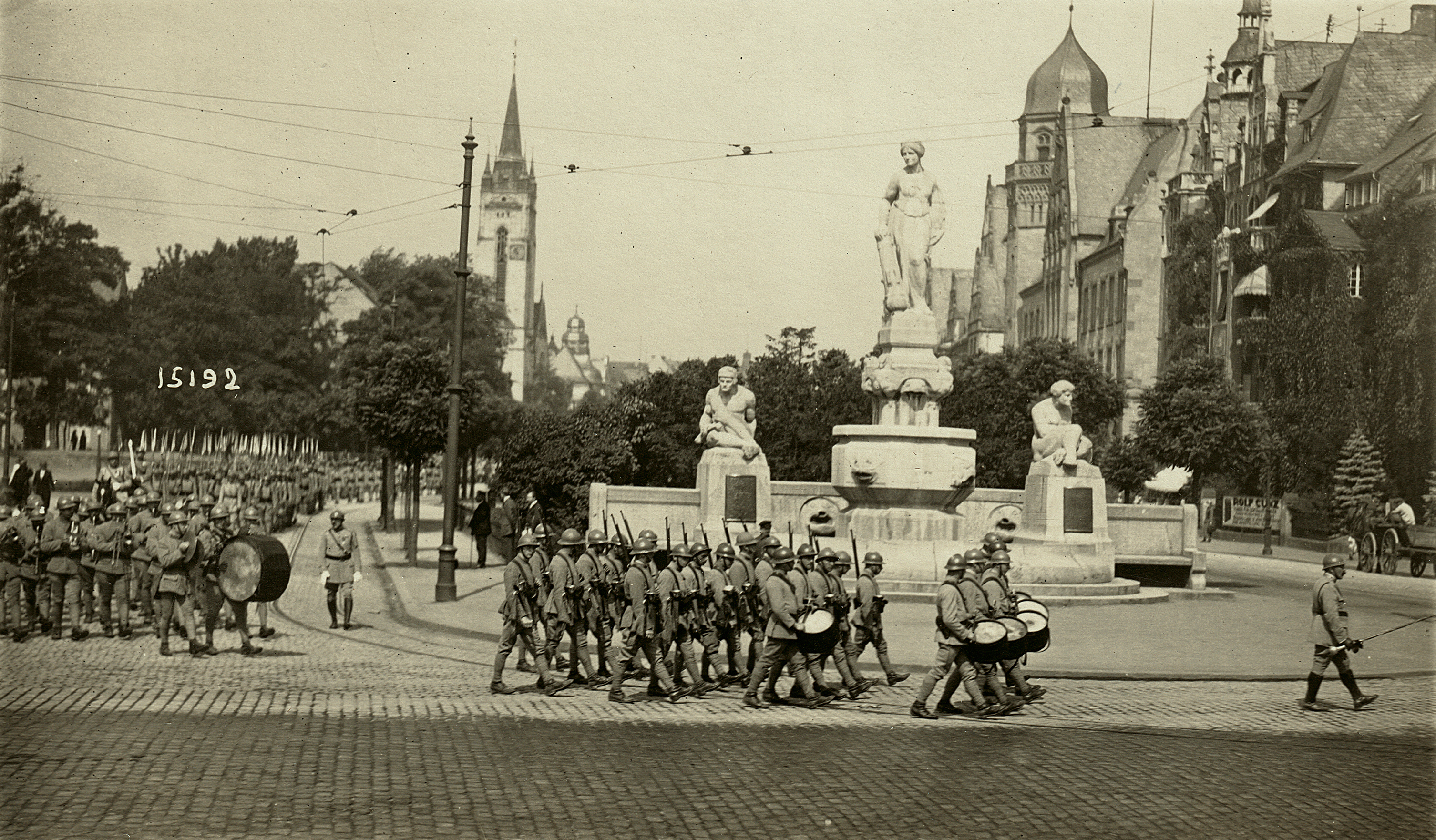
Französische Parade am Barbara-Denkmal 1924

Der Beschluss zum Bau des Barbara-Denkmals fiel am 22. November 1903 auf Initiative von Veteranen des Rheinischen Feldartillerie-Regiments Nr. 8, das ab 1889 den folgenden Namen führte: Feldartillerie-Regiment von Holtzendorff (1. Rheinisches) Nr. 8. Dieses aus der 1812 gestifteten  1. Rheinischen Artillerie-Brigade hervorgegangene Regiment war von 1820 bis 1887 unter anderem in der Mainzertorkaserne in Koblenz stationiert, ehe es 1887 nach Saarlouis und 1898 nach Saarbrücken verlegt wurde. Den folgenden Wettbewerb, dessen Vorschläge 1905/1906 ausführlich in der Öffentlichkeit diskutiert worden waren, gewann im März 1906 der Münchener Bildhauer Georg Schreyögg (1870–1934). Das nach seinen Plänen errichtete Barbara-Denkmal wurde am 6. Oktober 1907 am östlichen Ende des Kaiser-Wilhelm-Rings gegenüber der Städtischen Festhalle, unweit der 1898 abgebrochenen Mainzertorkaserne, von Oberbürgermeister Karl Ortmann eingeweiht (50° 21′ 14,8″ N, 7° 35′ 53″ O). Die Baukosten betrugen etwa 25.000 Mark (184.649 Euro), welche von den Veteranen aufgebracht worden waren. Die Kosten für den Sockel des Denkmals trug die Stadt Koblenz, die auch den Platz zur Aufstellung kostenlos zur Verfügung stellte.

### Abbau und Verbleib
Bei den Luftangriffen auf Koblenz im Zweiten Weltkrieg wurde das Barbara-Denkmal nur leicht beschädigt. Die zentrale Barbara-Figur hatte allerdings ihren Kopf verloren und verschwand zwischen 1948 und 1956 völlig. Nachdem man die schwer beschädigte Städtische Festhalle abgerissen und durch die in Richtung Rhein versetzte Rhein-Mosel-Halle ersetzt hatte, wurde im Zuge der Neuordnung der Straßen an der Auffahrt zur Pfaffendorfer Brücke das Barbara-Denkmal am 8. März 1956 abgebaut. Die Teile des Denkmals lagerten zunächst im Städtischen Fuhrpark, wurden aber später nach Koblenz-Horchheim umgelagert. Die Bundeswehr entdeckte 1982 die Reste der Figuren nahe der Gneisenau-Kaserne auf der Horchheimer Höhe wieder. Alle Reste wurden daraufhin 1986 in den Städtischen Bauhof im Rauental eingelagert und kamen im Jahr 2000 in das neue städtische Steinlager in Wallersheim.

### Wiederaufstellung

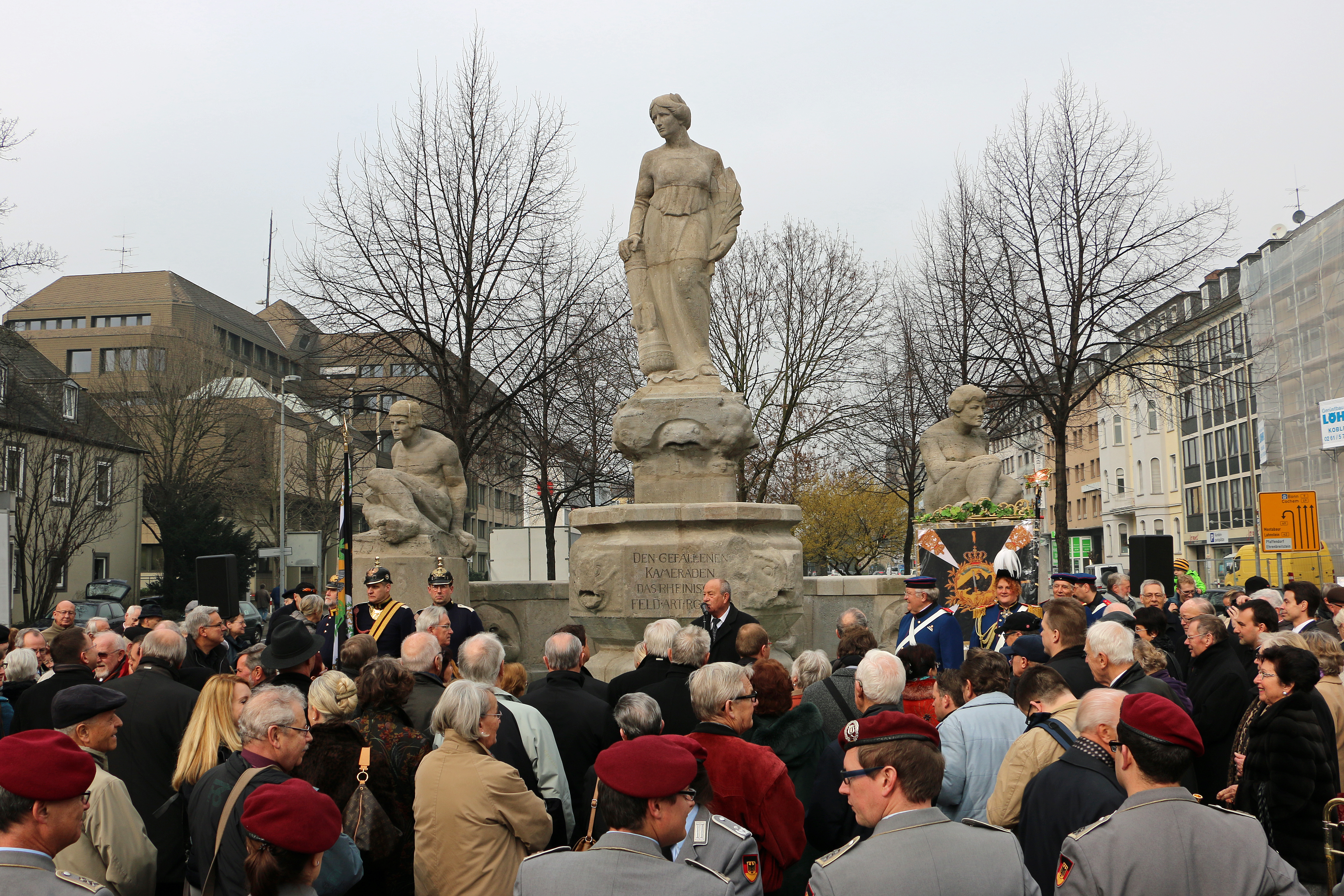
Die Einweihungsfeier für das wiedererrichtete Barbara-Denkmal am 20. März 2015

Ein 2011 gegründeter gemeinnütziger Verein machte sich die Wiederher- und Aufstellung des Denkmals zum Ziel. Auf sein Betreiben wurden die teilweise stark beschädigten Steine 2011 gesichert und in die Falckenstein-Kaserne in Lützel umgelagert. Die Wiederherstellung des Denkmals ist ein Werk von Olaf und Stefanie Pung aus Thür, unter Mitarbeit von Bruno Piek, Köln, und Stephan Rothbrust, Bell. Die Figur Allegorie des Friedens konnte bereits im Frühjahr 2012 mithilfe von Spendengeldern restauriert werden, seit August des gleichen Jahres stand sie vorübergehend am nördlichen Zirkularbau des Kurfürstlichen Schlosses. Die Skulptur Allegorie des Krieges wurde Anfang 2013 restauriert und fand im Mai ihren provisorischen Platz innerhalb der Falckenstein-Kaserne. Die Skulptur der Heiligen Barbara stellte die Bildhauerin und Restauratorin Stefanie Pung im August 2014 fertig. Der Kopf und der Oberkörper der Figur mit den Armen waren nicht mehr im Original erhalten und mussten nachgebildet werden.  Neuer Standort des Denkmals ist der Friedrich-Ebert-Ring in Höhe der Christuskirche. Der ursprüngliche Standort kam wegen der geänderten Verkehrsführung nicht mehr in Frage.
Im Oktober 2014 begannen die Bauarbeiten zur Wiedererrichtung des Barbara-Denkmals vor der Christuskirche, ungefähr 350 m westlich seines alten Standorts. Seit der Aufstellung der Figur der heiligen Barbara am 3. Dezember 2014 ist das Denkmal weitgehend wiederhergestellt. Danach erfolgten noch einige Ausbesserungsarbeiten am Denkmal und die Umgestaltung des Umfeldes. Das Denkmal wurde so weit wie möglich originalgetreu wiederhergestellt. Lediglich die ehemals seitlich angebrachten Bänke und eine Sockelstufe wurden weggelassen. Die offizielle Einweihung fand am 20. März 2015 unter Teilnahme des Heeresmusikkorps Koblenz statt. In den Reden wurde auf die wechselvolle Geschichte des Denkmals eingegangen und dass es kein klassisches Kriegerdenkmal sei, sondern ein Mahnmal für den Frieden. Die Kosten für die Restaurierung und die Aufstellung betrugen etwa 200.000 Euro. Es ist nach dem Weinbrunnen das zweite historische Denkmal, das in kurzer Zeit in Koblenz wiedererrichtet werden konnte. Nach der Einweihung 2015 wurden noch die aus Bronze gegossenen Schrifttafeln und die seitlichen Bänke ergänzt. Anfang 2021 konnte schließlich die Brunnenfunktion wieder in Betrieb genommen werden, so dass die originalgetreue Wiederherstellung abgeschlossen ist.

## Bau
Zentralfigur des Denkmals ist die heilige Barbara, flankiert von den allegorischen Figuren Krieg und Frieden. Barbara ist die Schutzheilige der Artilleristen. Mit der rechten Hand verschließt sie die Mündung eines Kanonenrohrs, in der linken Hand hält sie einen Palmzweig. Die weibliche Figur des Friedens hält in der linken Hand einen Lorbeerkranz, was den Frieden symbolisieren soll. Der Krieg ist eine ruhig sitzende und entschlossen blickende männliche Figur. Seine Hand befindet sich an der Schwertscheide, nicht am Griff. Ihm fehlt jegliche aggressive Gestik.
Am Sockel der beiden Figuren Krieg und Frieden war jeweils eine Bronzetafel mit den Namen der Gefallenen des Rheinischen Feldartillerie-Regiments Nr. 8 angebracht. Die Tafeln wurden wahrscheinlich im Zweiten Weltkrieg eingeschmolzen. Im Hauptstein unterhalb der Barbara ist der folgende Text eingemeißelt: „DEN GEFALLENEN KAMERADEN - DAS RHEINISCHE FELD ART RGMT N° 8“. Das Denkmal aus Walldürner Muschelkalk wurde als Brunnen mit ursprünglich 16, nach dem Wiederaufbau 12 Wasserspeiern errichtet. Die Anlage ist 12 m breit, 9 m hoch und 10 m tief.

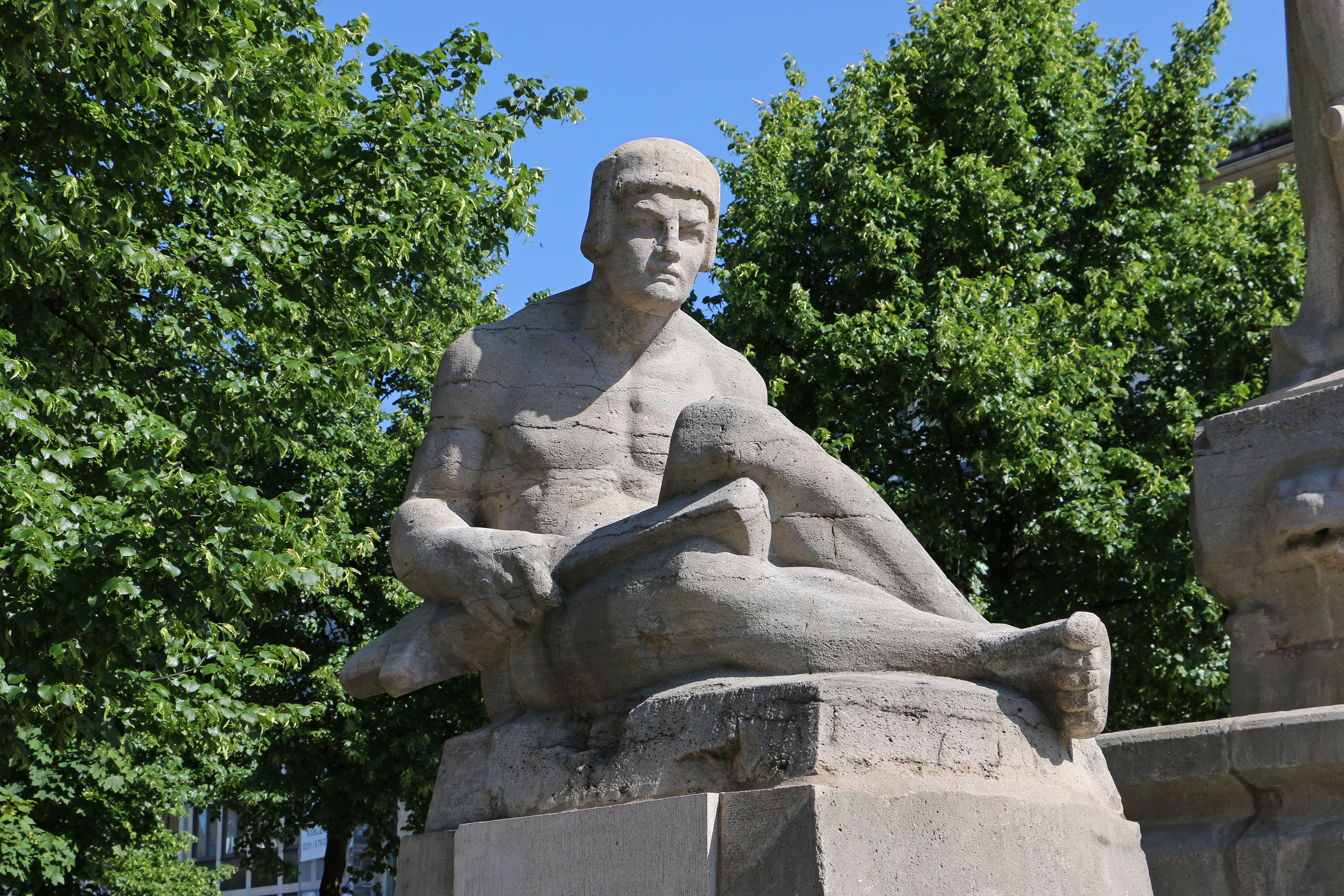
Figur „Krieg“
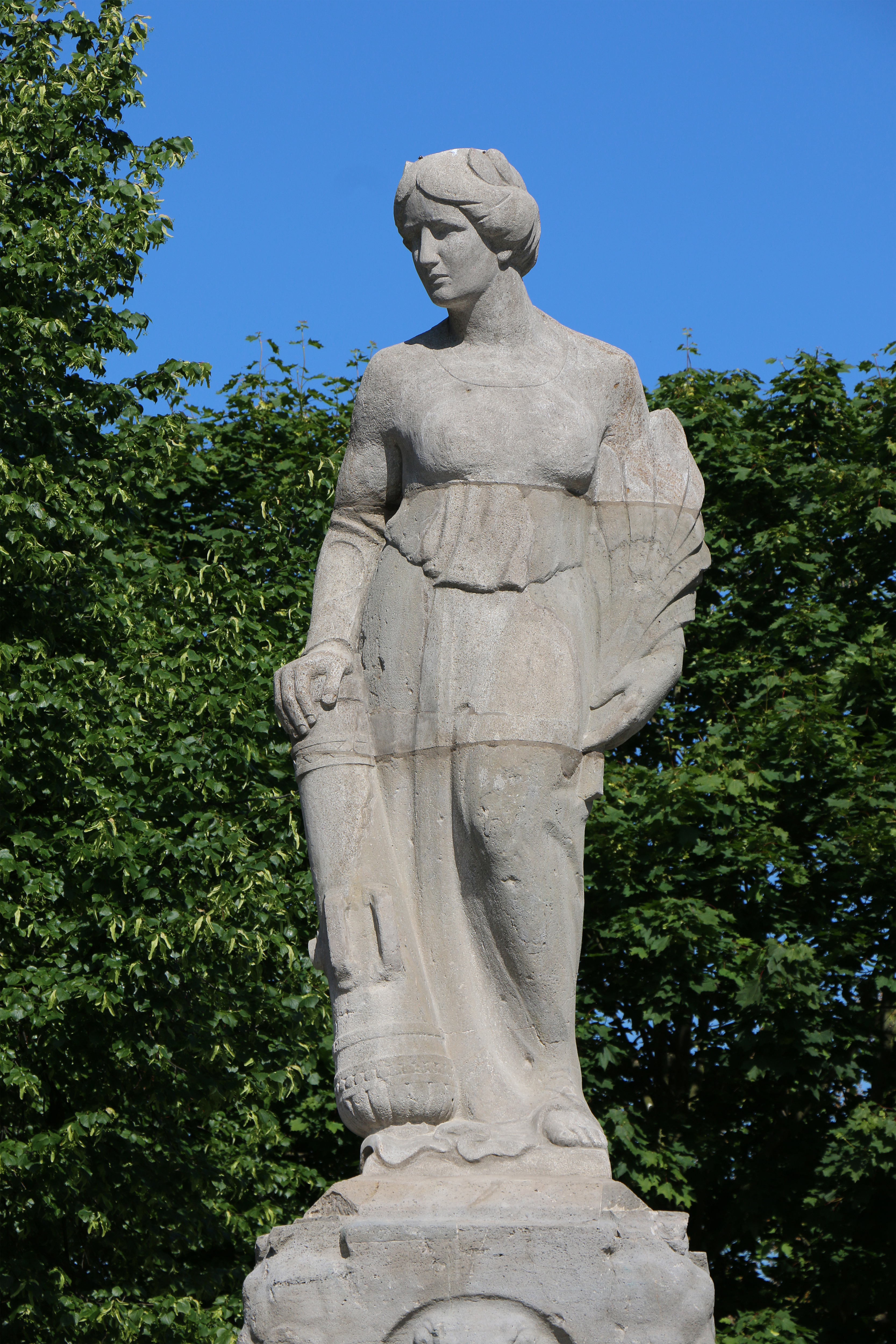
Figur „Heilige Barbara“
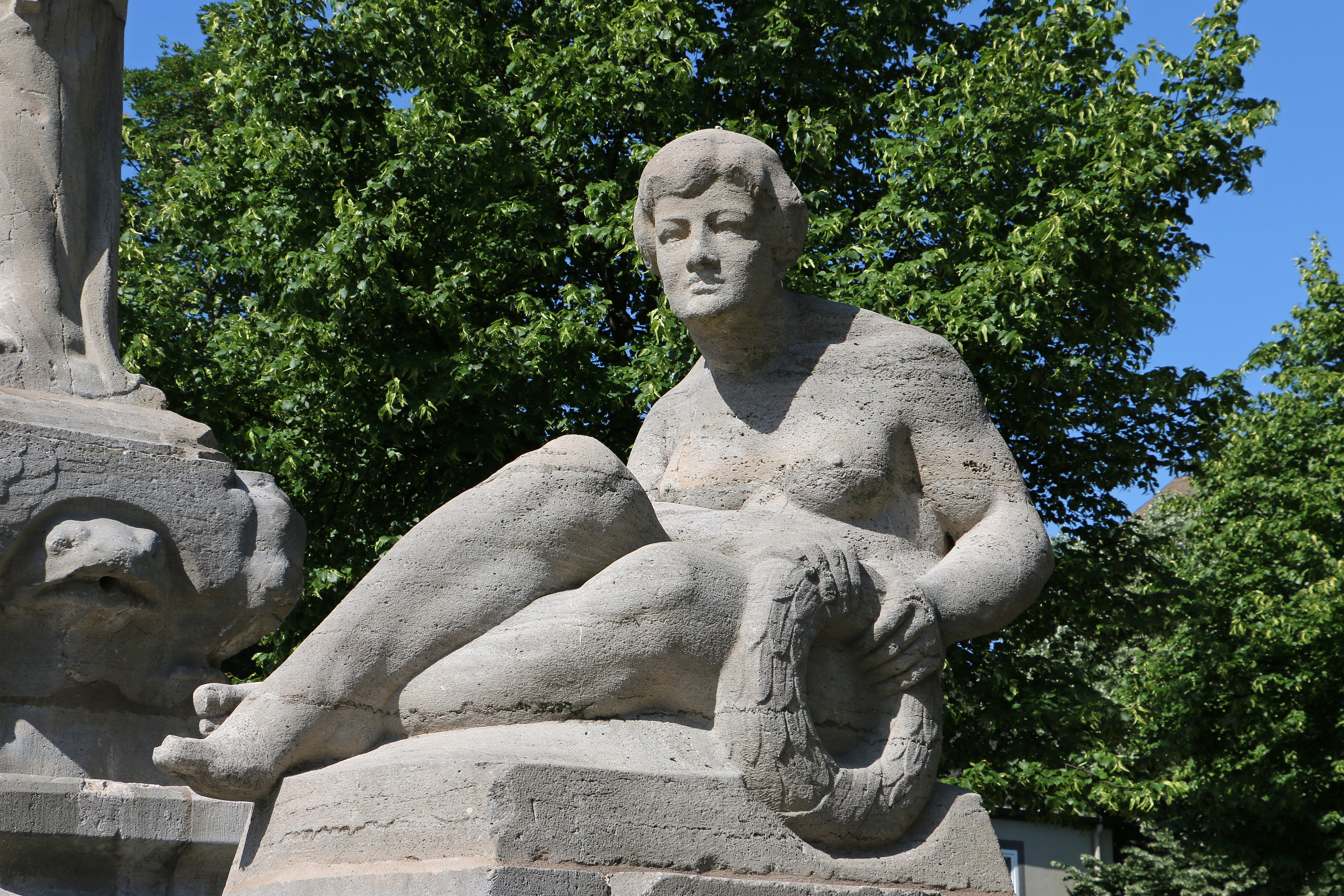
Figur „Frieden“
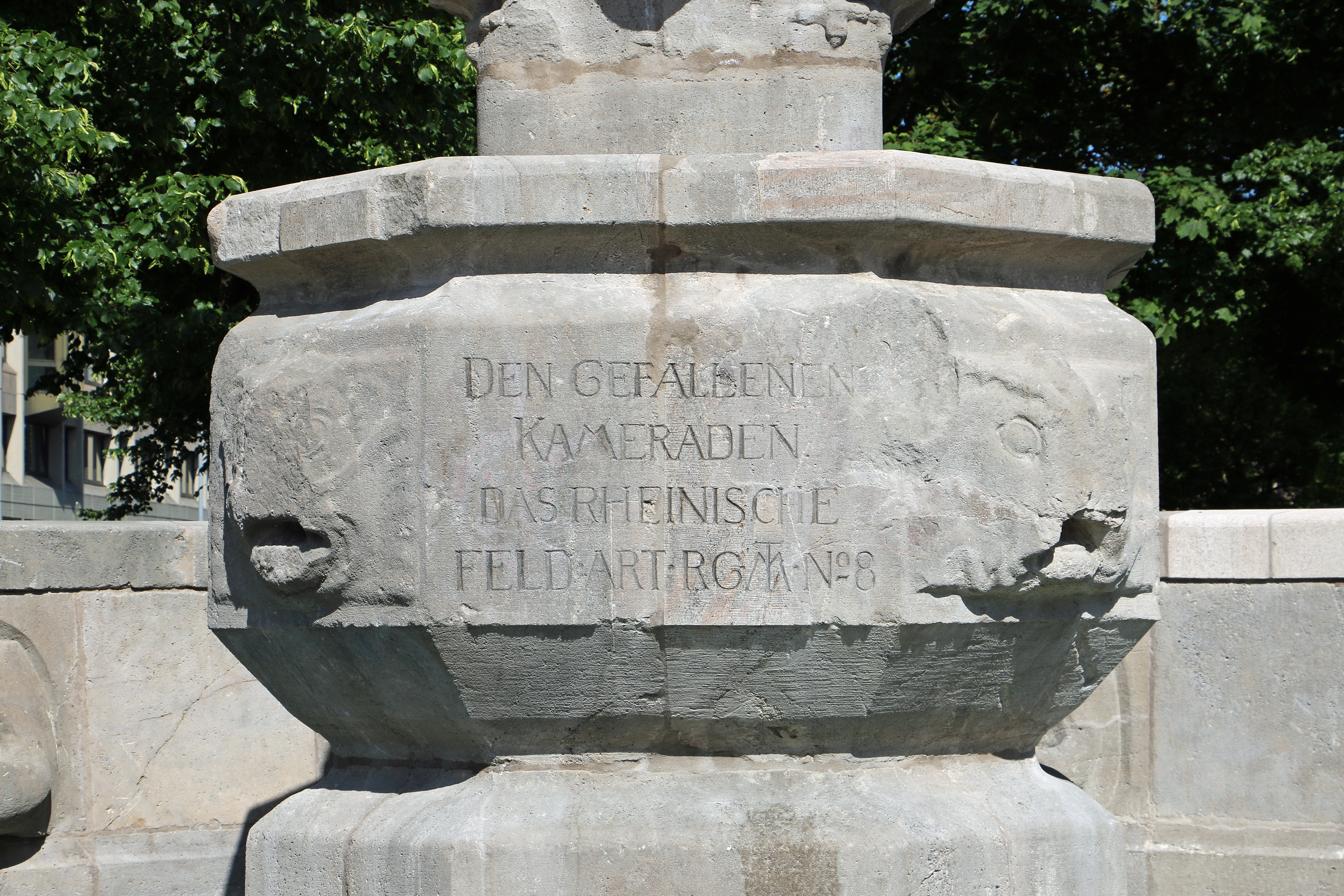
Hauptstein mit der Inschrift
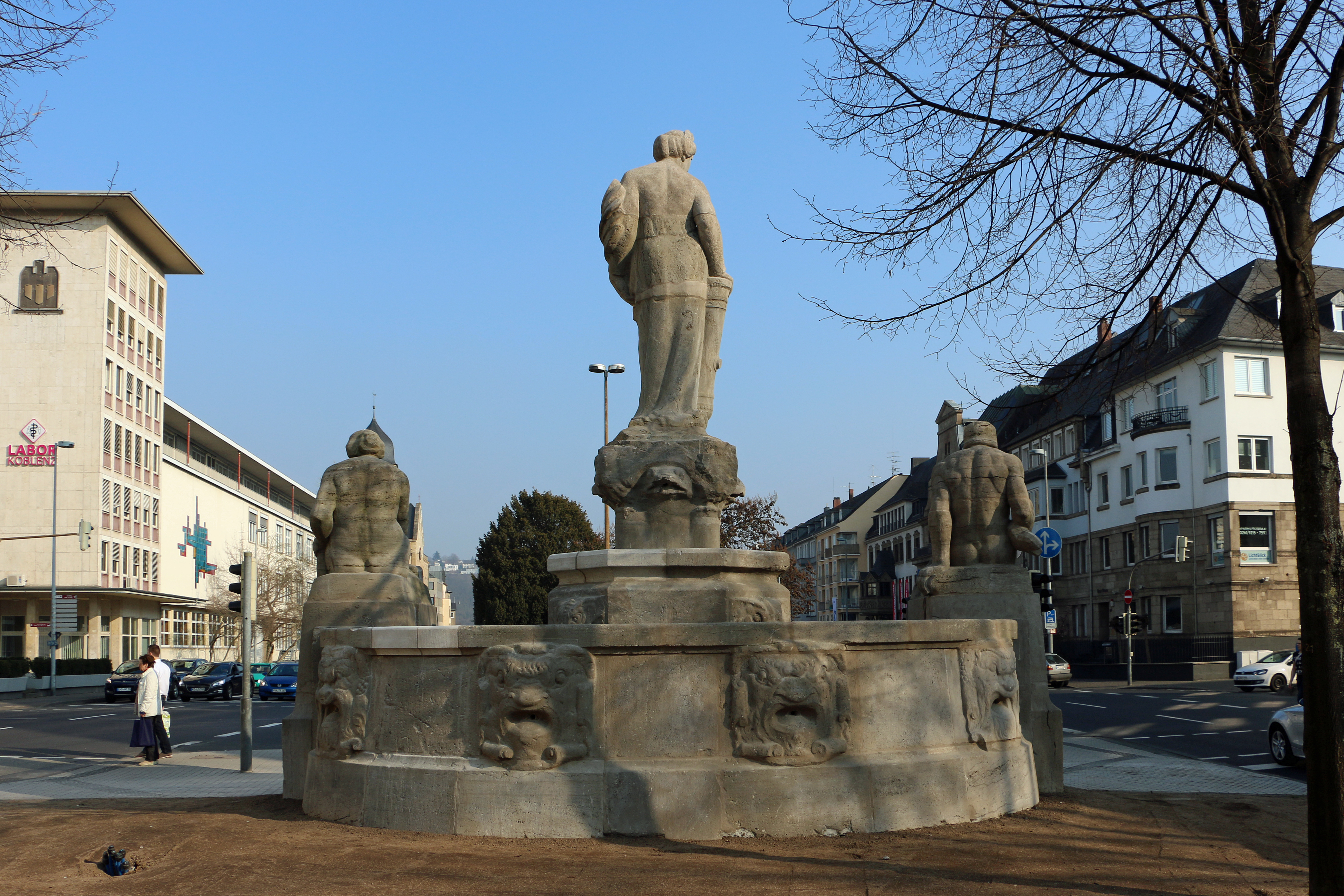
Rückseite des Denkmals